# Svend Olsen
Pour les articles homonymes, voir Olsen.
Svend Egil Benjamin Olsen, né le 17 octobre 1908 à Lodberg et mort le 13 décembre 1980 à Hundested, est un haltérophile danois.

## Carrière
Svend Olsen remporte la médaille d'argent dans la catégorie des moins de 82,5 kg aux Jeux olympiques d'été de 1932 à Los Angeles.